# Brachydesmus kalischewskyi
Brachydesmus kalischewskyi är en mångfotingart som beskrevs av Lignau 1914. Brachydesmus kalischewskyi ingår i släktet Brachydesmus och familjen plattdubbelfotingar. Inga underarter finns listade i Catalogue of Life.